# 蒿白粉菌
蒿白粉菌（学名：Erysiphe artemisiae）是属于白粉菌目白粉菌科白粉菌属的一种真菌，寄生在蒿属植物上。该种分布于中国、丹麦、苏联、芬兰、法国、波兰、英国、罗马尼亚、意大利、瑞典、德国等地。